# Катастрофа Ил-14 под Ташкентом
Катастрофа Ил-14 под Ташкентом — авиационная катастрофа, произошедшая 6 июля 1962 года в окрестностях Ташкента с самолётом Ил-14 авиакомпании Аэрофлот, в результате которой погибли 11 человек.

## Самолёт
Ил-14 (по другим данным — Ил-14М) с бортовым номером 91554 (изначально — Л1554, заводской — 147001216, серийный — 12-16) был выпущен авиазаводом № 30 (Москва) 31 января 1957 года и вскоре передан Главному управлению гражданского воздушного флота, которое направило его в 160-й авиатранспортный отряд Узбекского территориального управления гражданского воздушного флота. Всего на момент катастрофы авиалайнер имел 11 030 часов налёта.

## Катастрофа
Самолёт выполнял рейс 39/40 по маршруту Ташкент — Самарканд — Бухара — Ташкент, а пилотировал его экипаж из 160-го лётного отряда, состоящий из командира (КВС) Б. Д. Волосовича, второго пилота Б. Т. Боронина, штурмана В. В. Семенко и бортмеханика Н. И. Ананьева. В салоне работала стюардесса К. И. Попова. Выполняя последний этап маршрута, в 10:05 Ил-14 вылетел из аэропорта Бухары и после набора высоты занял эшелон 3000 метров. Погода в это время была ясная, а на борту авиалайнера находились 33 пассажира.
С момента вылета прошло полчаса, когда в 10:35 с борта самолёта доложили, что из-за прогара поршня цилиндра № 2 (впоследствии техническая комиссия это подтвердила) отказал правый мотор, в связи с чем командир запросил разрешения следовать до Ташкента на эшелоне 2400 метров, на что диспетчер согласился. Однако экипаж продолжал снижаться до высоты 1500 метров, то есть на 900 метров ниже запрашиваемой, и затем продолжал сохранять её в течение 15 минут. Но в районе Чардары и за 120 километров до Ташкента, из-за ошибки бортинженера, который снизил мощность работающего двигателя, так как боялся его отказа, самолёт начал терять скорость и высоту. На высоте 400 метров экипаж получил команду от находящегося в Ташкентском аэропорту командира авиаотряда увеличить мощность работающего двигателя, но из-за радиопомех выполнил это только на высоте 200 метров. Затем командир экипажа принял решение в 100 метрах от земли запустить отказавший мотор, но в сложившейся ситуации это только увеличило аэродинамическое сопротивление и привело к быстрому падению скорости.
В 12:14, спустя 1 час и 39 минут с момента отказа двигателя, Ил-14 в 34 километрах от Ташкентского аэропорта и близ города Янгиюль упал на территорию колхоза имени Энгельса. Правой плоскостью крыла авиалайнер врезался в дувал высотой 2,5 метров, который ограждал загон для скота. От удара правая плоскость разрушилась, после чего самолёт через 50 метров врезался в хлопковое поле. От удара фюзеляж раскололся на три части, а левый двигатель оторвало от крыла. Пожара при этом не возникло. Непосредственно на месте погибли 9 пассажиров, а все остальные получили тяжёлые ранения. Позже в больницах от ран в течение двух суток скончались ещё два пассажира, увеличив тем самым число жертв до 11. Среди раненных оказался американский студент, вследствие чего происшествие получило известность за пределами Советского Союза. По некоторым иностранным источникам, в катастрофе на самом деле погибли 14 человек.

## Причины
Главная причина катастрофы — отказ правого двигателя по причине задира и прогара поршня цилиндра № 2 вследствие конструктивной ненадежности цилиндро-поршневой группы двигателей АШ-82Т.
Непосредственные причины: ошибочные решения КВС: 
1. Невозврат в аэропорт вылета и продолжение полёта до Ташкента. Он принял это решение по совету бортмеханика, чтобы не получить запись о вынужденной посадке в личное дело. Экипажу следовало принять спокойное и разумное решение о посадке либо в Бухаре, находившейся в момент отказа двигателя на удалении 135 км, либо в Навои (65 км), что даже при задержке решения на 10 минут обеспечивало безопасный исход полёта. Служба УВД также не проявила инициативы и не дала рекомендации о посадке в Бухаре или Навои. После 10 минут одномоторного полёта возврат в Бухару стал менее безопасен из-за снижения, а затем и невозможен (наличие гор).
2. Неиспользование номинальной мощности двигателя и безотчётные действия экипажа по уменьшению его мощности. КВС полностью сосредоточился на одномоторном полёте и устранился от руководства экипажем. Бортмеханик самостоятельно снижал режим работы исправного двигателя, опасаясь его отказа, не учитывая необходимость сохранения высоты полёта. Это вызвало снижение с 1500 метров. КВС высоту полёта не контролировал и снижения сразу не заметил.
3. Неиспользование возможности своевременной посадки: не анализируя причины снижения, КВС упустил возможность посадки на фюзеляж на аэродром МВЛ Чардар, а затем на подобранную с воздуха площадку при достаточном запасе высоты.
4. Неправильное решение о запуске неработающего двигателя на ПМВ: после доклада о высоте 400 метров и о нормальной температуре исправного двигателя приехавший в аэропорт Ташкента командир 160-го лётного отряда приказал вывести его на номинал. Из-за неустойчивой радиосвязи экипаж не сразу понял приказ и вывел двигатель на номинал только на высоте 200 метров. Продолжая полёт на номинале в течение 5 минут, экипаж на высоте 100 метров принял неграмотное безрассудное решение запустить неисправный двигатель. Вывод винта из флюгера вызвал значительное увеличение лобового сопротивления, что привело к резкой потере высоты и скорости. Самолёт вышел на критические углы атаки и перешёл в падение с правым креном с последующим столкновением с препятствием и землёй.

— 